# Anke De Mondt
Anke De Mondt (Anversa, 13 settembre 1979) è un'ex cestista belga.
Alta 180 cm, giocava come guardia.

## Carriera
Con il Belgio ha disputato due edizioni dei Campionati europei (2003, 2007).